# Gran Premio Industria y Artigianato-Larciano 2019
La 42.ª edición de la clásica ciclista Gran Premio Industria y Artigianato-Larciano fue una carrera en Italia que se celebró el 10 de marzo de 2019 sobre un recorrido de 199,2 kilómetros con inicio y final en la ciudad de Larciano.
La carrera formó parte del UCI Europe Tour 2019, dentro de la categoría 1.HC. El vencedor fue el alemán Maximilian Schachmann del Bora-Hansgrohe seguido de los italianos del Androni Giocattoli-Sidermec Mattia Cattaneo y Andrea Vendrame.

## Equipos participantes
Tomaron parte en la carrera 25 equipos: 7 de categoría UCI WorldTeam; 11 de categoría Profesional Continental; 6 de categoría Continental; y la selección nacional de Italia. Formando así un pelotón de 173 ciclistas de los que acabaron 90. Los equipos participantes fueron:
| WorldTeams (7)- Mitchelton-Scott - Katusha-Alpecin - EF Education First - Movistar Team - Groupama-FDJ - Bora-hansgrohe - UAE Team Emirates Equipos continentales profesionales (11)- Androni Giocattoli-Sidermec - Neri Sottoli-Selle Italia-KTM - Nippo Vini Fantini Faizanè - Bardiani CSF - Gazprom-RusVelo - Caja Rural-Seguros RGA - Team Novo Nordisk - Delko-Marseille Provence - Israel Cycling Academy - Arkéa-Samsic - Riwal Readynez Equipos continentales (6)- Biesse Carrera Gavardo - Giotti Victoria-Palomar - Team Colpack - Petroli Firenze-Maserati-Hopplà - Dimension Data for Qhubeka - Sangemini-Trevigiani-MG.Kvis Equipo nacional- Italia |
| |

## Clasificación final
- Las clasificaciones finalizaron de la siguiente forma:[3]

| \| Clasificación general \| Clasificación general \| Clasificación general \| Clasificación general \| Clasificación general \| \| Ciclista \| Ciclista \| Equipo \| Tiempo \| \| \| --------------------- \| --------------------- \| ----------------------------- \| --------------------- \| --------------------- \| \| 1.º \| Maximilian Schachmann \| Bora-Hansgrohe \| 4 h 40 min 01 s \| \| \| 2.º \| Mattia Cattaneo \| Androni Giocattoli-Sidermec \| + 0 s \| \| \| 3.º \| Andrea Vendrame \| Androni Giocattoli-Sidermec \| + 14 s \| \| \| 4.º \| Paolo Totò \| Sangemini-Trevigiani-MG.Kvis \| + 14 s \| \| \| 5.º \| Davide Villella \| Astana \| + 14 s \| \| \| 6.º \| Giovanni Visconti \| Neri Sottoli-Selle Italia-KTM \| + 14 s \| \| \| 7.º \| Yevgueni Shalunov \| Gazprom-RusVelo \| + 14 s \| \| \| 8.º \| Matteo Montaguti \| Androni Giocattoli-Sidermec \| + 14 s \| \| \| 9.º \| Eduard Prades \| Movistar Team \| + 14 s \| \| \| 10.º \| Lucas Eriksson \| Riwal Readynez \| + 14 s \| \| |                       |                               |                 |
| |                       |                               |                 |
| Fuente: ProCyclingStats |                       |                               |                 |
| Clasificación general |                       |                               |                 |
| Ciclista | Ciclista              | Equipo                        | Tiempo          |
| 1.º | Maximilian Schachmann | Bora-Hansgrohe                | 4 h 40 min 01 s |
| 2.º | Mattia Cattaneo       | Androni Giocattoli-Sidermec   | + 0 s           |
| 3.º | Andrea Vendrame       | Androni Giocattoli-Sidermec   | + 14 s          |
| 4.º | Paolo Totò            | Sangemini-Trevigiani-MG.Kvis  | + 14 s          |
| 5.º | Davide Villella       | Astana                        | + 14 s          |
| 6.º | Giovanni Visconti     | Neri Sottoli-Selle Italia-KTM | + 14 s          |
| 7.º | Yevgueni Shalunov     | Gazprom-RusVelo               | + 14 s          |
| 8.º | Matteo Montaguti      | Androni Giocattoli-Sidermec   | + 14 s          |
| 9.º | Eduard Prades         | Movistar Team                 | + 14 s          |
| 10.º | Lucas Eriksson        | Riwal Readynez                | + 14 s          |

## UCI World Ranking
El Gran Premio Industria y Artigianato-Larciano otorgó puntos para el UCI World Ranking para corredores de los equipos en las categorías UCI WorldTeam, Profesional Continental y Equipos Continentales. Las siguientes tablas son el baremo de puntuación y los 10 corredores que obtuvieron más puntos:
| Posición              | 1.º | 2.º | 3.º | 4.º | 5.º | 6.º | 7.º | 8.º | 9.º | 10.º | 11.º | 12.º | 13.º | 14.º | 15.º | 16.º-29.º | 31.º-40.º |
| Clasificación general | 200 | 150 | 125 | 100 | 85  | 70  | 60  | 50  | 40  | 35   | 30   | 25   | 20   | 15   | 10   | 5         | 3         |

| Clasificación |                       |                               |         |
| Posición      | Ciclista              | Equipo                        | General |
| ------------- | --------------------- | ----------------------------- | ------- |
| 1.º           | Maximilian Schachmann | Bora-Hansgrohe                | 200     |
| 2.º           | Mattia Cattaneo       | Androni Giocattoli-Sidermec   | 150     |
| 3.º           | Andrea Vendrame       | Androni Giocattoli-Sidermec   | 125     |
| 4.º           | Paolo Totò            | Sangemini-Trevigiani-MG.Kvis  | 100     |
| 5.º           | Davide Villella       | Selección de Italia           | 85      |
| 6.º           | Giovanni Visconti     | Neri Sottoli-Selle Italia-KTM | 70      |
| 7.º           | Evgeny Shalunov       | Gazprom-RusVelo               | 60      |
| 8.º           | Matteo Montaguti      | Androni Giocattoli-Sidermec   | 50      |
| 9.º           | Eduard Prades         | Movistar                      | 40      |
| 10.º          | Lucas Eriksson        | Riwal Readynez                | 35      |